# Kordonivka, Rujîn
Kordonivka (în ucraineană Кордонівка) este un sat în comuna Derhanivka din raionul Rujîn, regiunea Jîtomîr, Ucraina.

## Demografie
Componența lingvistică a localității Kordonivka
     Ucraineană (66,67%)
Conform recensământului din 2001, majoritatea populației localității Kordonivka era vorbitoare de ucraineană (66,67%), existând în minoritate și vorbitori de polonă (33,33%).